# Prečkasta spiralna galaktika
Prečkasta spiralna galaksija je spiralna galaksija koja posjeduje središnju strukturu u obliku prečke koja se sastoji od zvijezda. Otprilike 50% svih spiralnih galaktika otpada na prečkaste spiralne galaksije.
Edwin Hubble je u svojemu Hubbleovu dijagramu klasificirao te galaktike oznakom SB ("Spiralne", "Barirane", engl. bar = prečka).
Promatranja sa Svemirskog teleskopa Spitzera dokazala su da je Mliječni put prečkasta spiralna galaksija.

## Primjeri
- NGC 1300
- IC 5201
- Messier 95
- NGC 4314
- NGC 1073
- NGC 55
- NGC 688
- Messier 58
- Messier 91